# فريدريك أ. وليامز
فريدريك أ. وليامز (بالإنجليزية: Frederick A. Williams)‏ هو ملحن أمريكي، ولد في 1875، وتوفي في 1939.